# Daniel Elena
Daniel Elena (ur. 26 października 1972) – monakijski pilot rajdowy.
Od 1998 roku pilot Sébastiena Loeba. Pierwszy start w WRC zanotował w 1999 roku w Neste Oil Rally Finland, występując w teamie Citroën Total World Rally Team. Do dziś reprezentuje ten zespół (z wyjątkiem roku 2006, kiedy reprezentował Kronos Citroën).

## Osiągnięcia
- Mistrzostwo Świata Super 1600 w roku 2001.
- Mistrzostwo Francji Super 1600 w roku 2001.
- Wicemistrzostwo Świata w roku 2003.
- Mistrzostwo Świata w latach 2004–2012.

## Życie prywatne
Jego ojciec był krupierem w kasynie, a matka sprzątaczką. 